# 渔湖镇
渔湖镇，是中华人民共和国广东省揭阳市榕城区下辖的一个乡镇级行政单位。

## 行政区划
渔湖镇下辖以下地区：
渔湖社区、港口社区、渔江社区、长美社区、仁和社区、中联社区、和美社区、仙阳社区、福田社区、阳美社区、渔光社区、西寨社区、后石社区、顶乡社区、东寨社区、龙飞社区、仁辉社区、前光社区、联光社区、新联社区、京北社区、京南社区、林厝社区、陈厝社区、佘厝社区、新路社区、下路社区、新王社区、胡厝社区、塘埔村、团友村、全美村、广美村、广南村、陇上村、东升村和凤联村。

## 中国传统村落
2012年，长美村被评为首批“中国传统村落”。